# Spirobolus spinipodex
Spirobolus spinipodex är en mångfotingart som beskrevs av Karsch 1888. Spirobolus spinipodex ingår i släktet Spirobolus och familjen Spirobolidae. Inga underarter finns listade i Catalogue of Life.